# خاژنو
خاژنو (به لهستانی:  Charzyno) یک روستا در لهستان است که در گمینا شمشل واقع شده‌است.